# Премия имени С. Л. Рубинштейна
Премия имени С. Л. Рубинштейна — премия, присуждаемая с 1992  года Российской академией наук. Присуждается Отделением философии, социологии, психологии и права за выдающиеся научные работы в области психологии.

Премия названа в честь советского психолога и философа С. Л. Рубинштейна.

## Лауреаты премии
- 1992 — доктор психологических наук Эра Александровна Голубева — за серию научных работ по единой тематике «Гуманистический подход к психологическому исследованию личности»
- 1992 — член-корреспондент РАН Андрей Владимирович Брушлинский, действительный член РАО Ксения Александровна Абульханова-Славская и доктор психологических наук Михаил Григорьевич Ярошевский — за цикл работ по теории и истории психологии
- 1996 — доктор психологических наук Владимир Николаевич Дружинин и действительный член РАО Владимир Дмитриевич Шадриков — за цикл работ по психологии способностей
- 1999 — член-корреспондент РАН Виктор Фёдорович Петренко и доктор психологических наук Виктор Владимирович Знаков — за цикл работ «Анализ структуры и динамики общественного и индивидуального сознания современных россиян»
- 2002 — член-корреспондент РАО Владимир Александрович Барабанщиков, доктор медицинских наук Вячеслав Алексеевич Бодров и действительный член РАО Евгений Александрович Климов — за серию работ по единой тематике «Системно-генетические исследования профессиональной деятельности»
- 2005 — академик РАН Анатолий Лактионович Журавлёв, доктор психологических наук Людмила Ивановна Анцыферова и действительный член РАО Владимир Александрович Пономаренко — за серию научных работ по единой тематике развития личности профессионала в индивидуальной и совместной деятельности
- 2008 — член-корреспондент РАН Андрей Владиславович Юревич, доктора психологических наук Вера Александровна Кольцова и Наталья Анатольевна Логинова — за серию научных работ по единой тематике методологии и истории психологии
- 2011 — член-корреспондент РАО Анатолий ВикторовичКарпов и действительный член РАО Татьяна Николаевна Ушакова — за серию работ по единой тематике «Теоретические и экспериментальные исследования высших психических функций»
- 2014 — кандидат философских наук Инна Аршавировна Джидарьян и доктор психологических наук Владимир Михайлович Русалов — за серию научных работ по единой тематике «Гуманистический подход к психологическому исследованию личности»
- 2017 — доктор психологических наук Андрей Андреевич Гостев — за серию работ «Психология образной сферы человека»
- 2020 — доктора психологических наук Татьяна Петровна Емельянова, Владимир Александрович Мазилов и Ирина Анатольевна Мироненко — за серию научных работ по теме «Методология и история современной психологии»
- 2023 — доктора психодогических наук Елена Алексеевна Сергиенко и Александр Октябринович Прохоров — за серию научных работ по единой тематике «Субъектно-процессуальный подход к изучению психического развития и состояний человека»